# Богатыревка (Саратовская область)
Богатыревка — деревня Петровского района Саратовской области. Входит в Грачевское сельское поселение.

## История
Первое упоминание значится в 1822 году как хутор Богатырёва.
Хутор основан Пахотными солдатами Петровского уезда,  Богатырёвым Андреем Петровичем и его семьёй.

## Население
| 2010 |
| ---- |
| 37   |